# جورج لويس
جورج لويس (بالإنجليزية: George Lewis)‏ (20 أكتوبر 1913 في المملكة المتحدة - 6 أغسطس 1981 في المملكة المتحدة) هو لاعب كرة قدم ويلزي في مركز الهجوم. لعب مع برايتون أند هوف ألبيون ونادي ساوثهامبتون ونادي واتفورد ونادي دارتفورد.